# Sieben-Bankiers-Bande
Sieben-Bankiers-Bande (russisch семибанкирщина semibankirschtschina, wiss. Transliteration semibankirščina) ist eine in den Jahren nach 1996 gängige umgangssprachliche Bezeichnung für eine Gruppe bedeutender Vertreter der russischen Finanzwirtschaft (d. h. einige der so genannten Oligarchen), die unmittelbar nach der Auflösung der Sowjetunion zu Beginn der 1990er Jahre eine bedeutende politische und wirtschaftliche Rolle spielten und denen die Medien gehörten. Trotz interner Spaltungen hatten sie sich informell zusammengeschlossen, um Boris Jelzin bei der Präsidentschaftswahl in Russland 1996 mit Hilfe von Finanzierungen über Jelzins Tochter Tatjana die Wiederwahl als Präsident Russlands zu sichern. Beim zweiten Wahlgang am 3. Juli 1996 erhielt Jelzin 53,8 % der Stimmen. Im Zuge der Entwicklungen in der Geschichte Russlands kurz vor der Jahrtausendwende (z. B. Rubelkrise ab 1998, Aufstieg Putins) verloren die meisten der 1996 noch führenden Bankiers zunehmend ihre Bedeutung.

## Begriffsgeschichte
Der Ausdruck wurde im November 1996 vom Journalisten Andrei Fadin geprägt, der im November 1997 bei einem Autounfall in Moskau ums Leben kam, und ist eine Anspielung auf die Herrschaft der sieben Bojaren (russisch Семибоярщина Semibojarschtschina), die 1610 den russischen Zaren Wassili IV. stürzten. Der Begriff Semibankirschtschina erschien erstmals in der Wochenzeitung Obschtschaja gaseta, die von 1991 bis 2002 existierte, und war in den letzten Jahren des 20. Jahrhunderts ein gängiges Modewort in russischen und westlichen Medien.
Der Begriff wurde auch von Solschenizyn in seiner 1998 erschienenen historischen Abhandlung Russland im Absturz verwendet:

„Ein wenig später konstituierte sich die Siebener-Bande der Bankiers, die übereingekommen war, die oberste Macht in Russland unmittelbar zu kontrollieren. (In ihren Händen befinden sich bereits fast 50 % der Wirtschaft Russlands, und es werden noch mehr. Nach neuesten Angaben kontrollieren die 15 größten Gesellschaften und Banken 70 % der Wirtschaft des Landes.)“

Anmerkung: Solschenizyns Zahlenangabe 50 % der russischen Wirtschaft beruht auf einer Falschaussage von Beresowski.

## Mitglieder
In mehreren Quellen sind unterschiedliche Namen angegeben, so dass die Liste der angeblichen „sieben“ Bankiers in Wirklichkeit nicht sieben, sondern bis zu zwölf Personen umfasst. Die ersten sieben Personen auf der Liste stammen aus einem Interview der Financial Times mit Beresowski.
- Boris Beresowski (1946–2013)
- Michail Chodorkowski (* 1963)
- Michail Fridman (* 1964)
- Pjotr Awen (* 1955)
- Wladimir Gussinski (* 1952)
- Alexander Smolenski (1954–2024)
- Wladimir Potanin (* 1961)
- Witali Malkin (* 1952)
- Wladimir Winogradow (1955–2008)

## Ereignisse nach 1996
Michail Chodorkowski, der sein Ölgeschäft an westliche Investoren verkaufen wollte, wurde 2003 verhaftet und anschließend wegen Betrugs, Steuerhinterziehung und anderer Vergehen zu acht Jahren Gefängnis verurteilt. 2009–2010 fand ein neuer Prozess statt, bei dem er wegen Diebstahls von Öl aus dem von ihm geleiteten Unternehmen Yukos, das 2006 für bankrott erklärt worden war, zu einer neuen Strafe von 14 Jahren verurteilt wurde. Am 21. Dezember 2013 wurde Chodorkowski begnadigt und reiste noch am selben Tag nach Berlin. Nach seiner Freilassung ließ er sich mit seiner Familie in Rapperswil-Jona in der Schweiz nieder, wo er eine befristete Aufenthaltsgenehmigung erhielt. 2015 zog er mit seiner Familie weiter nach London.
Beresowski, der 1999 zusammen mit Gussinski zum Aufstieg Putins und seiner Partei der Einheit beigetragen hatte, fiel unter Putin in Ungnade und verließ Russland im Jahr 2000. Beresowski starb am 23. März 2013 in London unter ungeklärten Umständen. Ob es sich dabei um Suizid bzw. um Strangulation handelt oder ob er eventuell vergiftet wurde, konnte auch nach dem Befund eines Coroners nicht zweifelsfrei geklärt werden.
Alexander Smolenski war Inhaber einer der größten Privatbanken Russlands, der SBS-Agro, welche die Russlandkrise von 1998 nicht überstand und in eine kleinere Bank ausgelagert wurde, die Smolenski 2003 für 200 Millionen Dollar an Wladimir Potanin verkaufte. In dieser Zeit begann sich Smolenski literarisch als Verfasser von Büchern zu betätigen.
Nach dem Zusammenbruch der Bank Rossiski Kredit, die 1991 von Bidsina Iwanischwili und Witali Borissowitsch Malkin gegründet worden war, begann letzterer eine politische Karriere und wurde Vertreter Burjatiens im Föderationsrat, bis er 2013 aufgrund eines Skandals diese Funktion aufgeben musste.
Wladimir Winogradow (1955–2008), Inhaber der 1998 aufgelösten Inkombank, verlor zu jenem Zeitpunkt seinen Einfluss und starb 53-jährig an einem Schlaganfall.
Nach dem russischen Überfall auf die Ukraine seit 2022 wurden Fridman, Awen und Potanin, die bis dahin ihre finanzielle Position halten konnten, mit Sanktionen der EU und der USA belegt.